# Antonio Jaén Morente
Antonio Jaén Morente (Córdoba, 3 de febrero de 1879-San José, 8 de junio de 1964) fue un historiador, político y diplomático español, diputado a Cortes durante la Segunda República.

## Biografía
Nació el 3 de febrero de 1879 en Córdoba, en el seno de una familia muy humilde del barrio de Fátima. Fue profesor de Instituto, en el Instituto Provincial de Córdoba, y de la Universidad de Sevilla. En 1931 fue elegido diputado en Cortes por la circunscripción provincial de Córdoba. Durante el período de la Segunda República ejerció de gobernador civil de Córdoba y Málaga en 1931 y embajador en Perú en 1933 y en Filipinas en 1937-1939. En los comicios de 1936 obtuvo el acta de diputado, siendo candidato por las listas del partido Izquierda Republicana. 
Tras la Guerra Civil marchó al exilio, primero al Ecuador y luego a Costa Rica donde dirigió la Cátedra Menéndez Pidal. Falleció en la capital costarricense el 8 de junio de 1964.

## Obra
Profuso escritor, cuenta en su haber con multitud de artículos, escritos, guiones de cines y libros. Entre ellos los más importantes se encuentran:
- Historia de Córdoba (editada en siete ocasiones)

En la primera edición dedica el libro a la Academia de Ciencias, Bellas Letras y Nobles Artes de Córdoba. En el prologo, se refleja la pasión que sentía por su ciudad, concluyendo con siguiente párrafo:
Y esta es Córdoba, callada y milagrosa fuente.
¡Ven a ella! Cierra los ojos a la modernidad incertera de sus ensanches, y sin más guía que tus sentir, piérdete en ella…
- El problema de Córdoba como ciudad artística
- La lección de América
- Nociones de Geografía e Historia de América (premiada por el Ministerio de Instrucción Pública en 1929)